# Аутопут А4
Државни пут првог А реда А4 је државни пут првог А реда у источном делу Србије, који повезује Ниш и нишавски крај са Бугарском. Пут у целости на подручју централне Србије. Дугачак је 106 километара. Почиње на петљи "Трупале" са аутопутем А1 близу Ниша, затим пролази северно од Ниша, заобилази Сићевачку клисуру и улази у долину Нишаве близу места Црвена Река. Потом пролази поред Беле Паланке, Пирота и Димитровграда, а завршава се на граничном прелазу "Градина" са Бугарском. Представља део европског пута Е80 и паневропског путног коридора Х (тј. крак Хс).
Аутопут има по две коловозне траке, у свакој по две возне и зауставну (осим у тунелима где нема зауставне), док је на успонима изграђена и трака за спора возила. Аутопут углавном пролази брдско-планинским тереном осим у котлинама крај Ниша и Пирота. Аутопут гради ЈП "Коридори Србије", а одржава га ЈП "Путеви Србије".

## Историја

### Пре изградње аутопута
Траса данашњег аутопута А4 се на много места поклапа са римским путем Via Militaris, који је представљао везу средње и западне Европе са Блиским истоком, па ни не чуди што се на градилишту аутопута проналазе многа археолошка налазишта.
Магистрални пут који се делимично и данас користи је грађен 60-их и 70-их година XX века. Временом се показало да је овај пут, поготово лети, услед сезоне годишњих одмора, преоптерећен, па чак и опасан на појединим местима, стога се крајем 80-их и почетком 90-их година приступа изградњи модерне саобраћајнице. 

### Почеци градње
У периоду 1990—1992. су пуштена у саобраћај прва три километра овог аутопута. Због санкција међународне заједнице и ратова у суседству, изградња аутопутева је накратко обустављена, а 1997. почела је изградња 15 километара аутопута од Комрена до Просека, што је представљало обилазницу Ниша, међутим, због новог рата и санкција, изградња је опет обустављена, да би била настављена тек после петооктобарских промена. Деоница Комрен—Просек је завршена 2006. године, па је убрзо почела израда пројекта да би се што брже наставила изградња овог аутопута. Изградња деонице од Пирота до граничног прелаза почела је 2010. и тиме су започети радови на довршетку овог аутопута. Последња деоница која је започета је Чифлик — Станичење — Пирот исток, на којој су радови почели тек на јесен 2013. године.

### Хронологија отварања деоница
| Деоница                    | Дужина | Извођач радова                                                           | Почетак радова  | Пуштање у саобраћај | Напомена                                                      |
| -------------------------- | ------ | ------------------------------------------------------------------------ | --------------- | ------------------- | ------------------------------------------------------------- |
| Трупале—Комрен             | 3km    |                                                                          | 1990.           | 1992.               |                                                               |
| Комрен—Просек              | 15km   | ПзП Ниш                                                                  | 1997.           | 2006.               |                                                               |
| Просек—Банцарево           | 9,2km  | Terna, Грчка                                                             | 15.3.2012.      | 9.11.2019.          | Радови завршени 30.6.2017.                                    |
| Банцарево — Црвена Река    | 12,5km | Aktor, Грчка                                                             | 15.3.2012.      | 9.11.2019.          |                                                               |
| Тунел "Банцарево"          | 0,8km  | Subterra, Чешка                                                          | 15.3.2012.      | 9.11.2019.          | Грађевински радови завршени 9.6.2017. Комплетно отворен 2019. |
| Црвена Река — Чифлик       | 12,7km | Aktor, Грчка                                                             | 10.10.2011.     | 13.7.2017.          |                                                               |
| Чифлик—Станичење           | 12,1km | Rubau, Шпанија                                                           | септембар 2013. | 13.7.2017.          |                                                               |
| Станичење — Пирот исток    | 16,6km | Aktor, Грчка                                                             | септембар 2013. | Пуштена у саобраћај |                                                               |
| Пирот исток — Димитровград | 14,3km | Alpine, Аустрија Trace, Бугарска                                         | 24.11.2010.     | 16.9.2017.          | Радови завршени новембра 2016.                                |
| Обилазница Димитровград    | 8,6km  | Alpine, Аустрија Trace, Бугарска Aktor, Грчка Terna, Грчка Elef, Италија | 14.4.2010.      | 25.6.2018.          |                                                               |

### Деонице Станичење — Пирот исток и Обилазница Димитровград
Деонице Станичење — Пирот исток дужине 16,6 километара и Обилазница Димитровград дужине 8,6 километара фазно су пуштане у саобраћај. Ради лакше прегледности подаци о њима су у засебним табелама. Деоницу Станичење — Пирот исток гради грчка компанија Aktor, док је први извођач радова на траси и мостовима на обилазници око Димитровград била аустријска компанија Alpine са којом је раскинут уговор 2013. године, потом је радове наставио бугарски Trace с којим је уговор раскинут 2015. да би радове завршила грчка компанија Aktor. Грађевинске радове на тунелима је извела грчка Terna, а електро-машинско опремање италијански Elef.
Станичење — Пирот исток
| Дужина | Пуштање у саобраћај                              | Напомена                               |
| ------ | ------------------------------------------------ | -------------------------------------- |
| 0,6km  | У изградњи.                                      | Косина на почетку деонице и надвожњак. |
| 2km    | 25.6.2018. (лева трака)/26.7.2018. (десна трака) | Три моста и један тунел.               |
| 5,1km  | 17.8.2017. (лева трака)/18.3.2018. (десна трака) | Траса, петља и надвожњак.              |
| 1,2km  | У изградњи.                                      | Тунел и два моста.                     |
| 7,7km  | 16.9.2017.                                       | Траса, петља и два надвожњака.         |

Обилазница Димитровград
| Дужина | Пуштање у саобраћај                              | Напомена                                |
| ------ | ------------------------------------------------ | --------------------------------------- |
| 6,8km  | 16.9.2017.                                       | Траса, пет мостова, два тунела и петља. |
| 0,6km  | 16.9.2017. (лева трака)/25.6.2018. (десна трака) | Један мост.                             |
| 0,6km  | 18.3.2018.                                       | Косина код места Градиње.               |
| 0,6km  | 18.3.2018. (лева трака)/16.9.2017. (десна трака) | Траса и петља.                          |

## Траса
Аутопут почиње код места Трупале близу Ниша. У почетку пролази равним пределима у околини Ниша, да би код места Јелашница ушао у Јелашничку клисуру, предео карактеристичан по изразито црвеној боји земље. Пролази близу места Јелашница, Куновица, Банцарево, Глоговац, Шпај и Црвена Река где улази у долину Нишаве прелазећи је. Даље пут наставља ка Белој Паланци, пролази место Клење, а код места Чифлик траса се спаја са трасом старог магистралног пута. Тако је све до места Станичење где аутопут иде новом трасом, осим на пар места до улаза у Пирот. Након тунела "Сарлах" близу Пирота, аутопут опет улази у котлину и у наставку, све до Димитровграда, иде паралелно старој магистрали. Траса заобилази Димитровград са северне стране, а недалеко од моста преко Нишаве, код места Градиње, траса аутопута се спаја са постојећом кратком деоницом аутопута код граничног прелаза.

## Детаљи трасе

### Листа петљи
| Бр |  | km  | Име          | Пут | Дестинације                                                                 | Напомена |
| -- |  | --- | ------------ | --- | --------------------------------------------------------------------------- | -------- |
| 1  |  | 0   | Трупале      |     | Крагујевац, Београд, Нови Сад, Сремска Митровица, Лесковац, Врање, Приштина |          |
| 2  |  | 3   | Ниш север    |     | Ниш, Аеродром Константин Велики                                             |          |
| 3  |  | 9   | Ниш исток    |     | Ниш, Нишка Бања                                                             |          |
| 4  |  | 17  | Малча        |     | Сврљиг, Књажевац, Зајечар                                                   |          |
| 5  |  | 46  | Бела Паланка |     | Бела Паланка                                                                |          |
| 6  |  | 70  | Пирот запад  |     | Пирот                                                                       |          |
| 7  |  | 80  | Пирот исток  |     | Пирот                                                                       |          |
| 8  |  | 95  | Димитровград |     | Димитровград                                                                |          |
| 9  |  | 103 | Градиње      |     | Димитровград                                                                |          |

## Будућност
Након завршетка деоница Банцарево — Црвена Река цео аутопут је комплетиран и тиме је замењен постојећи државни пут другог А реда 259. Након завршетка изградње аутопута планира се увођење затвореног система наплате путарине на целом аутопуту.